# Brunryggad sandräv
Brunryggad sandräv (Vulpes rueppelli) är ett rovdjur i familjen hunddjur som förekommer i torra områden i norra Afrika och Sydvästasien. Det vetenskapliga namnet för arten syftar på den tyske Afrikaforskaren Eduard Rüppell.

## Beskrivning
Brunryggad sandräv är betydligt mindre och smalare än rödräven (Vulpes vulpes) och skiljer sig från denna art genom sina stora öron. Pälsen är på ovansidan silvergrå till brunaktig, på sidorna sandfärgad och på undersidan vitaktig. Ibland förekommer särskilt ljusa exemplar. Kännetecknande är en vit svansspets och en mörk fläck som sträcker sig från nosens sida till ögat. Kroppens längd ligger mellan 40 och 52 centimeter, svanslängden mellan 25 och 35 centimeter och vikten mellan 1,5 och 3,0 kilogram. Mankhöjden är ungefär 30 centimeter.
Arten har väl utvecklade cirka 7 cm långa morrhår och det finns inga påfallande skillnader i hanarnas och honornas utseende.
Brunryggad sandräv har körtlar nära sin anus och den kan liksom skunkar spruta det illa luktande sekretet mot fiender.

## Utbredning
Artens habitat är ökenliknande regioner i norra Afrika och Sydvästasien. Utbredningsområdet sträcker sig från Marocko och Mauretanien i väst till västra Afghanistan, västra Pakistan, Arabien och Somalia i öst. Arten förekommer ingenstans i stort antal men beståndet antas vara säkert.

## Levnadssätt
Arten är huvudsakligen aktiv på natten och äter insekter, mindre däggdjur, småfåglar och kräldjur samt frukter och andra växtdelar. I nordvästra Afrika utgör insekter huvuddelen i födan. Enligt en undersökning som gjordes i Oman äter den till och med gräs. Allmänt är födans sammansättning beroende på utbredningsområde och årstid. Vid nämnda undersökningen fastställdes att dessa djur lever i monogama par. Varje par delar samma lya som grävs av honan och ett revir som är 30 till 70 km² stort. Ungarna föds på Arabiska halvön huvudsakligen mellan januari och april efter cirka 52 dagar dräktighet. Hos djur som levde i fångenskap är kullar med tre eller två ungdjur kända. Könsmognaden infaller efter 9 eller 10 månader. Ibland iakttas grupper med 3 till 15 individer.
De äldsta individer som dokumenterades var 6,5 till 7 år gamla. Upphittade tänder av döda exemplar indikerar att arten kan leva 9 år.

## Underarter
Arten delas in i följande underarter:
- V. r. rueppellii, Egypten och Sudan.
- V. r. caesia, nordvästra Afrika.
- V. r. cyrenaica, Libyen, västra Egypten.
- V. r. somaliae, Somalia och Eritrea.
- V. r. sabaea, Arabiska halvön och Mellanöstern.
- V. r. zarudnyi, Afghanistan, Pakistan.

## Brunryggad sandräv och människor
Arten dödas ibland av den lokala befolkningen för köttets eller pälsens skull samt för att skydda olika fåglar som ökentrapp (Chlamydotis undulata). Fågeln är ett omtyckt jaktbyte för människor och jakten på räven sker därför inte i naturskyddssyfte. Vissa individer dödas av gift eller fällor som egentligen är tänkta för andra rovdjur som schakaler.
Brunryggad sandräv hölls av några djurparker eller i andra inhägnade områden. Framgångsrik avel dokumenterades bara i Israel och Ukraina.